# Corydoras panda

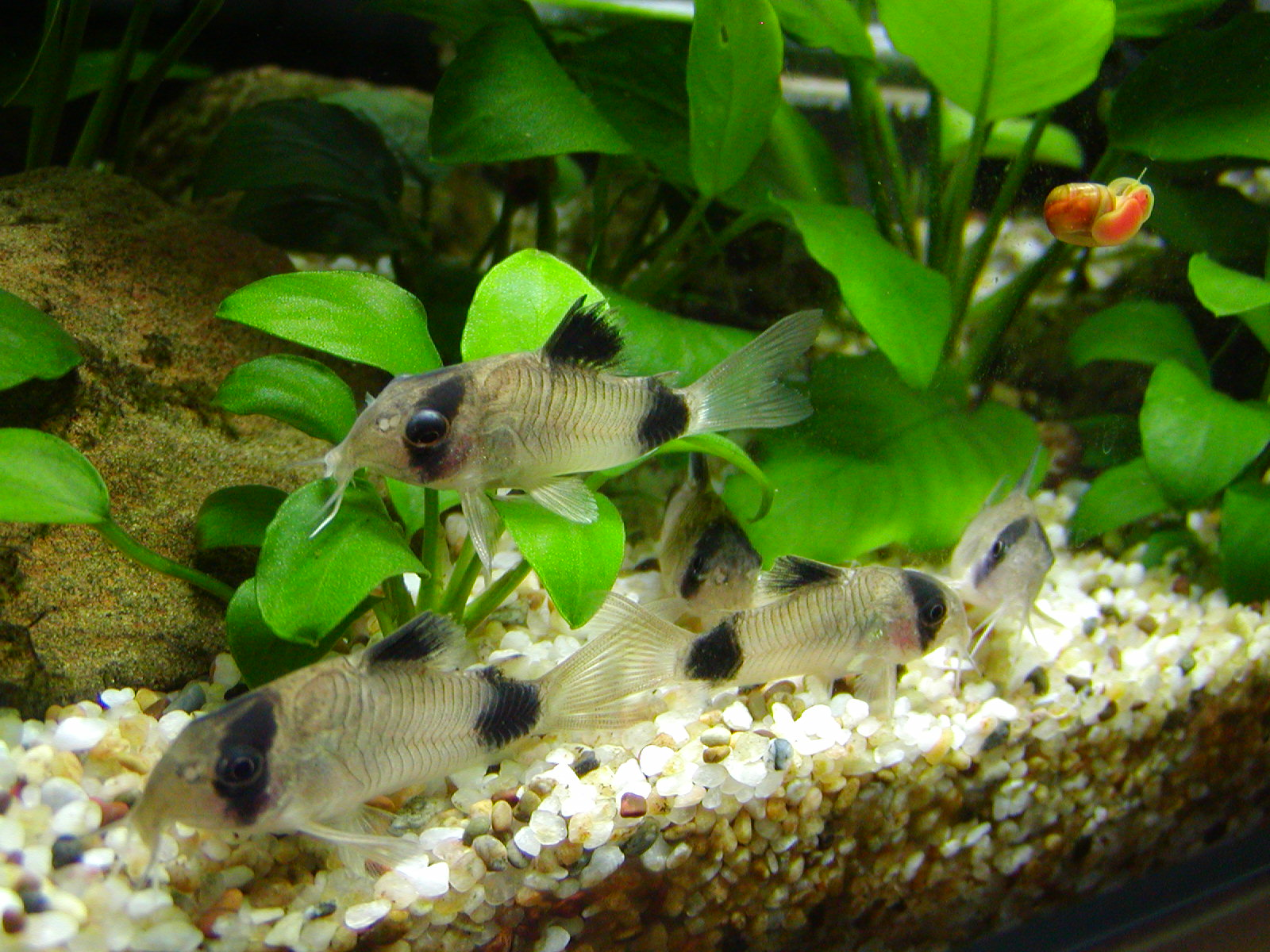
Corydoras panda

Corydoras panda és una espècie de peix de la família dels cal·líctids i de l'ordre dels siluriformes que es troba a Sud-amèrica: conca superior del riu Amazones.
Els mascles poden assolir els 3,8 cm de longitud total.